# Alair Vilar Fernandes de Melo
Dom Alair Vilar Fernandes de Melo (Natal, 5 de junho de 1916 — Natal, 20 de agosto de 1999) foi um bispo e arcebispo católico brasileiro.
Dom Alair Vilar Fernandes de Melo foi ordenado padre no dia 19 de novembro de 1939, na Igreja Matriz de Nossa Senhora da Apresentação - Catedral Metropolitana Antiga de Natal/RN. Recebeu a ordenação episcopal no dia 17 de maio de 1970, na Catedral Antiga, em Natal, das mãos de Dom Eugênio Cardeal de Araújo Sales, Dom Nivaldo Monte e Dom Manuel Tavares de Araújo.

## Atividades durante o episcopado
Membro da Comissão Representativa da CNBB; Membro da Conselho Diretor Nacional do Movimento de Educação de Base; Presidente do MEB; Bispo de Amargosa (Bahia) (1970 - 1988); Arcebispo de Natal (Rio Grande do Norte) (1988 - 1993).

## Arcebispo de Natal
Em 15 de maio de 1988, tomou posse como 3° Arcebispo de Natal, tendo Dom Antônio Soares Costa como seu bispo-auxiliar. No início do seu governo, Dom Alair nomeou o Monsenhor Francisco de Assis Pereira como postulador da Causa, no Processo de Beatificação dos Santos Mártires de Cunhaú e Uruaçu. Em 21 de novembro de 1988, Festa de Nossa Senhora da Apresentação, com a apresentação de uma caravana de Bispos da CNBB, houve a inauguração solene da nova Catedral Metropolitana, na Praça Pio X. Em 1991, Natal foi sede do XII Congresso Eucarístico Nacional, grande evento religioso que contou com a presença do Papa João Paulo II no seu encerramento. Durante seu governo, foram criadas sete paróquias. Renunciou ao munus episcopal no dia 29 de outubro de 1993.

## Ordenações episcopais
Dom Alair Vilar Fernandes de Melo foi o principal celebrante da ordenação episcopal de:
- Dom João Nilton dos Santos Souza
- Dom Matias Patrício de Macêdo

Dom Alair foi concelebrante da ordenação episcopal de:
- Dom Jairo Rui Matos da Silva
- Dom Cristiano Jakob Krapf